# بلمونت (غرينادا)
بلمونت هي بلدة في أبرشية سانت جورج قرب حدود أبرشية سانت باتريك في غرينادا.
ترتفع 101 مترا عن مستوى سطح البحر.